# Alida van den Bos
Alida Johanna "Alie" van den Bos (ur. 18 stycznia 1902 w Amsterdamie, zm. 16 lipca 2003 tamże) – holenderska gimnastyczka sportowa, złota medalistka w wieloboju sportowym na Olimpiadzie w Amsterdamie w 1928.
Razem z koleżankami zdobyła pierwszy kobiecy złoty medal olimpijski w historii Holandii. Dożyła 101 lat, będąc najstarszą mistrzynią olimpijską w chwili śmierci. Alie van den Bos była liderką holenderskiej drużyny na olimpiadzie w 1948 roku.